# Crematogaster incorrecta
Crematogaster incorrecta är en myrart som beskrevs av Santschi 1917. Crematogaster incorrecta ingår i släktet Crematogaster och familjen myror. Inga underarter finns listade i Catalogue of Life.